# Platocoelotes
Platocoelotes es un género de arañas araneomorfas pertenecientes a la familia Agelenidae. Se encuentra en China y Japón.

## Especies
Según The World Spider Catalog 12.0:
- Platocoelotes ampulliformis Liu & Li, 2008
- Platocoelotes bifidus Yin, Xu & Yan, 2010
- Platocoelotes brevis Liu & Li, 2008
- Platocoelotes daweishanensis Xu & Li, 2008
- Platocoelotes furcatus Liu & Li, 2008
- Platocoelotes globosus Xu & Li, 2008
- Platocoelotes icohamatoides (Peng & Wang, 1997)
- Platocoelotes imperfectus Wang & Jäger, 2007
- Platocoelotes impletus (Peng & Wang, 1997)
- Platocoelotes kailiensis Wang, 2003
- Platocoelotes latus Xu & Li, 2008
- Platocoelotes lichuanensis (Chen & Zhao, 1998)
- Platocoelotes paralatus Xu & Li, 2008
- Platocoelotes polyptychus Xu & Li, 2007
- Platocoelotes strombuliformis Liu & Li, 2008
- Platocoelotes uenoi (Yamaguchi & Yaginuma, 1971)